# Ediacarium
Ediacarium er en geologisk periode (opkaldt efter Ediacara Hills i Australien) og udgør den sidste i den neoproterozoiske æra. Afslutningen af denne periode markerer samtidig overgangen til Kambrium og den palæozoiske æra. Ediacariums status som officiel betegnelse for en geologisk periode blev ratificeret marts 2004 af International Union of Geological Sciences (IUGS) og blev offentliggjort 13. maj 2004; dette var den første nye deklaration af en geologisk periode i 120 år., Klippeformationerne i Flinders Ranges i South Australia fungerer som reference. Perioden overlapper stort set den såkaldte Vendiaperiode, et navn der tidligere blev foreslået i Rusland.

## Ediacariums begyndelse
Selvom der forekommer fossiler i lag fra perioden, er de usædvanlige i forhold til senere perioders, idet formationens basis ikke er defineret ud fra forandringer i sammensætningen af det fossile fundmateriale. Basis er i stedet defineret ved overgangen til et særligt karbonatrigt klippelag, som kaldes "kappe karbonat", fordi det dækker istidsaflejringer og dermed er en indikation for en pludselig klimaforandring ved afslutningen af en istid. Denne klippe er karakteriseret af en usædvanlig mangel på 13C, og den anses af flere forskere for at være et globalt fænomen, selvom om det stadig er et kontroversielt synspunkt.

## Datering
Det har ikke været muligt at datere den sekvens der omfatter lag fra Ediacarium i South Australia. Aflejringerne er derfor estimeret til at være dannet for mellem 635 og 542 millioner år siden ud fra korrelationer til lignende formationer andre steder i verden, hvor datering har været mulig. Datering af basislinjen til 635 millioner år er baseret på en måling af uran-bly indholdet på en namibisk klippeformation. Ved denne datering er det forudsat at aflejringen af "kappe karbonat" skete samtidig over hele verden og at det er det korrekte karbonat-lag som er blevet korreleret med den australske formation. Dette er stadig omstridt, da en lignende datering på Tasmanien af istidsklipper, som af visse forskere er blevet associeret med perioden lige før Ediacarium, viste en alder på 580 millioner år. Toppen af aflejringen er almindeligvis anerkendt som grænsen til Kambrium.

## Fauna
Mængden af fossile dyr fra Ediacarium er i forhold til de efterfølgende perioder meget sparsom, formodentligt fordi ingen dyr endnu havde udviklet hårde dele, såsom skeletter og skaller; som oftere bliver til forsteninger. De ældste eksempler på flercellede organismer stammer dog fra Ediacarium, men af de eksemplarer der fundet, er det kun et fåtal som viser tegn på at være relateret til de dyregrupper der kendes fra den Kambriske eksplosion. Mere end 100 forskellige typer er hidtil blevet beskrevet, og mange af dem er blevet placeret i deres egen række. Nogle af de bedst kendte er: Arkarua, Charnia, Dickinsonia, Ediacaria, Marywadea, Onega, Pteridinium og Yorgia.